# Waltersdorf (Großschönau)
Waltersdorf (oberlausitzisch: Waalerschdurf) ist ein Ortsteil der sächsischen Gemeinde Großschönau im Landkreis Görlitz. Der Ort mit 1418 Einwohnern liegt elf Kilometer südwestlich von Zittau am Fuße der Lausche, des höchsten Berges des Zittauer Gebirges und zeichnet sich durch seine Umgebindehäuser aus.

## Geographie
Waltersdorf erstreckt sich auf einer Länge von 3,3 km im Tal des Waltersdorfer Dorfbaches von der Grenze zu Tschechien nach Norden. Südlichster Punkt ist die am Pass zwischen Lausche und Sonnenberg in 571,2 m ü. M. gelegene Wache, an der sich ein Grenzübergang für Wanderer ins benachbarte Myslivny (Jägerdörfel) befindet. An der steil abfallenden Straße am Nordosthang der Lausche befinden sich in der Ortslage Sonneberg mehrere Bauden, von denen die Hubertusbaude und die Rübezahlbaude die bekanntesten sind. Am Westhang des 628,5 m hohen Sonnenberges befindet sich die älteste Bergbaude des Ortes, die Sonnebergbaude, ehemals Oberer Kretscham und Gasthof zur Lausche genannt. Ihre Ersterwähnung als Schänke erfolgte im Jahre 1666, als der Ort Neuwaltersdorf für Böhmische Glaubensflüchtlinge gegründet wurde. Am Sonnenberg befinden sich die früheren Waltersdorfer Sandsteinbrüche. Der hier gebrochene Stein wurde zum Baustoff für die zahlreichen kunstvollen Türstöcke, die ab 1725 die herkömmlichen Holztürstöcke ersetzten.
Die sich im Tal zwischen Butterberg und Sängerhöhe bzw. Unglückstein anschließende Ortslage Oberwaltersdorf besteht zu großen Teilen aus Umgebindehäusern, die zum Schutz vor den rauen klimatischen Bedingungen mit Schauern, vor den Portalen angebauten Vorhäuschen als Schnee- und Windfang, versehen wurden. Östlich davon liegt die Ortslage Butterberg. Im Tal des von Westen aus der Eisgasse zufließenden Kohlflüßchen stehen am Ottoberg die Häuser von Neu Sorge mit dem Sorgeteich.
Der nördlichste Teil des Dorfes ist die Ortslage Niederwaltersdorf, die sich bis zum Neuschönauer Busch in Richtung Großschönau erstreckt.

## Geschichte

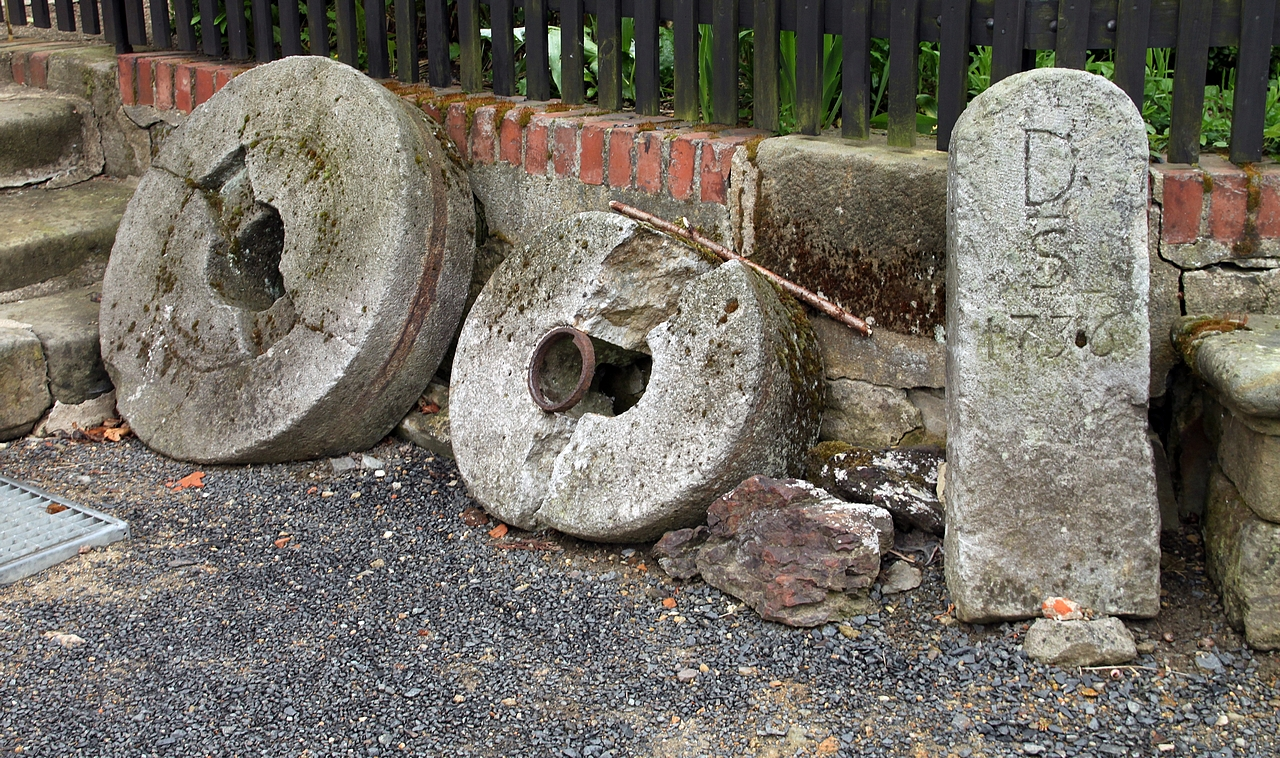
Zwei alte Mühlsteine und ein Grenzstein an der Mittelmühle. Der Abbau und die Verarbeitung von Sandstein zu Mühlsteinen erfolgte in Waltersdorf seit dem 16. Jahrhundert.

Das Dorf am Walde entstand wahrscheinlich in der Mitte des 13. Jahrhunderts im Zuge der Besiedelung des Zittauer Gebirges. Erste schriftliche Überlieferungen setzten erst 1355 ein, bereits 1384 besaß das Walterivilla genannte Dorf eine Kirche. Zu Beginn des 15. Jahrhunderts lassen sich eine Mühle und ein Meierhof nachweisen.
Im Jahre 1419 erwarb die Stadt Zittau das Dorf von Nicolaus von Warnsdorff für eine Kaufsumme von 210 Mark. Als zum Zittauer Weichbild gehöriges Ratsdorf kam Waltersdorf, das ursprünglich ein Teil Böhmens war, zur Oberlausitz. Seit dem 16. Jahrhundert wurde am Sonnenberg Sandstein gebrochen, der nicht nur als Baustoff, sondern wie auch im benachbarten Jonsdorf vor allem zur Herstellung von Mühlsteinen verwendet wurde. Im Dorf entstanden Steinmetzbetriebe.
1538 begann der Waltersdorfer Silberbergbau, der Teil eines im gesamten Lausitzer Gebirges ausgebrochenen Berggeschreys war, das seinen Höhepunkt in der Gründung der Stadt St. Georgenthal nach dem Muster kursächsischer Bergstädte fand. Nach der Untersuchung des Gebirges durch einen Rutengänger und Schürfen wurden insgesamt sieben Stolln in die Lausche und den Kirchberg getrieben. Dies waren der Schwarzfärber-, der Walts Gott-, der Gesellschafts-, der Alle-Engel-, der St. Paulus-, der St. Johannis- und der St. Martins-Stolln. Am Pochebach wurde ein Pochwerk angelegt. Bis 1559 lassen sich Zubußzahlungen und die Existenz eines Bergschreibers nachweisen. Danach kam der Bergbau wegen Erfolglosigkeit wieder zum Erliegen. Das ehemalige Berghaus wurde im Jahre 1600 verkauft. Mehrmals wurde bis zum Dreißigjährigen Krieg versucht, den Bergbau wiederzubeleben; nach Ende der Kriegswirren nahm Andreas Hammerschmidt 1663 die Suche nach dem Silber erneut auf, die ebenfalls erfolglos war. Abgesehen von Schürfungen der Wismut in den 1950er Jahren sind später keine Bergbauversuche mehr begonnen worden.

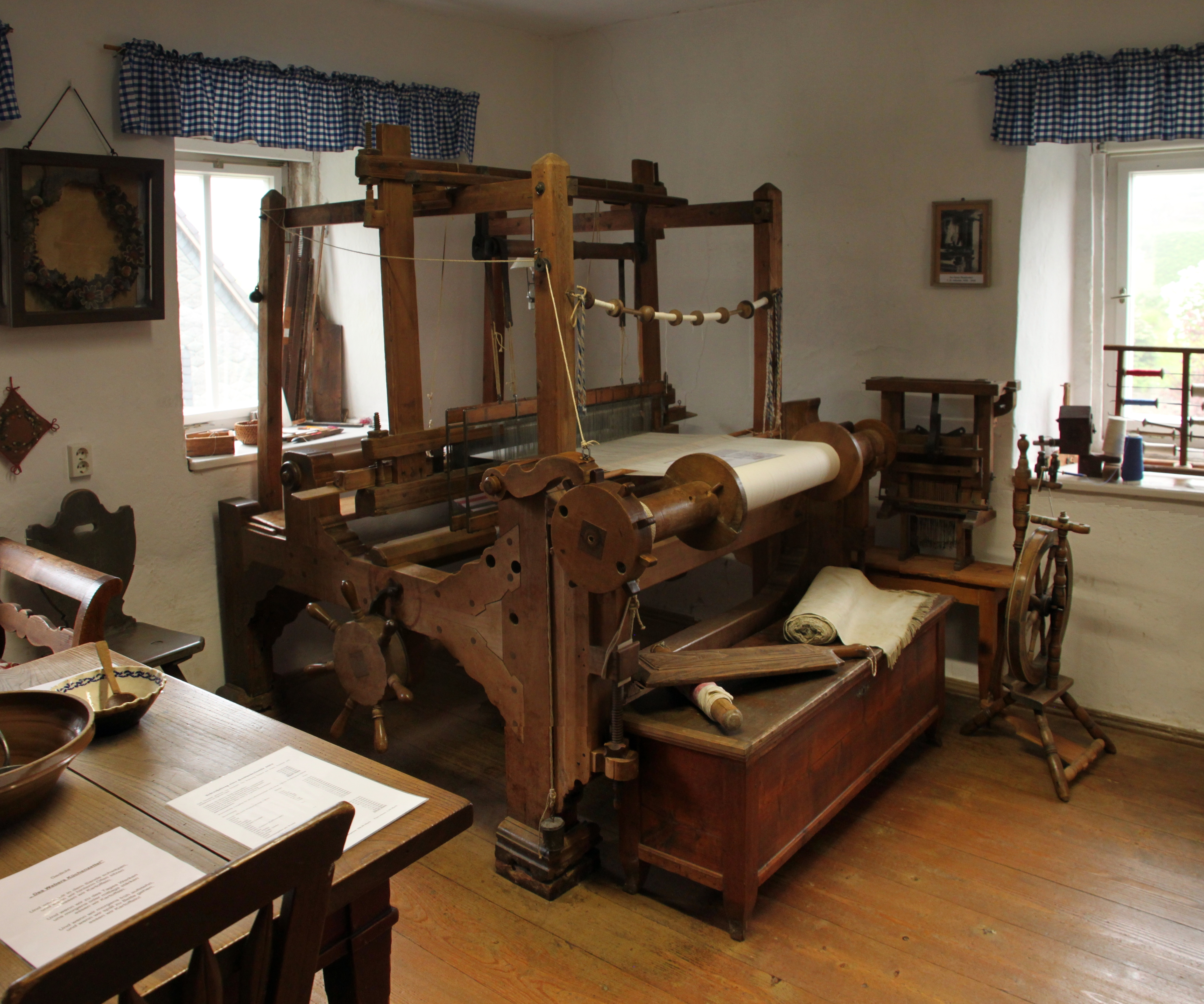
Historischer Webstuhl im Volkskunde- und Mühlenmuseum Mittelmühle. Die Leinenweberei und später die Jacquardweberei bestimmten seit dem 17. Jahrhundert die Wirtschaftsentwicklung des Dorfes.

Infolge des Oberlausitzer Pönfalls wurde Waltersdorf 1547 böhmischer Kronbesitz, bis die Stadt Zittau 1554 das Dorf zurückkaufte. Im 16. Jahrhundert wurden neue Siedlungen auf Waltersdorfer Fluren gegründet. 1557 entstand östlich, an der Straße nach Bertsdorf, die Siedlung Saalendorf. 1580 folgte das westlich an der Straße nach Niedergrund gelegene Herrenwalde. Die Rekatholisierung im benachbarten Böhmen führte zu einem Zuzug von Exulanten, 1665 entstand oberhalb von Oberwaltersdorf die Ortslage Neuwaltersdorf. Im gleichen Jahr hielt auch die Leinenweberei Einzug im Ort. 1782 wurde das Pilzdörfel gegründet.

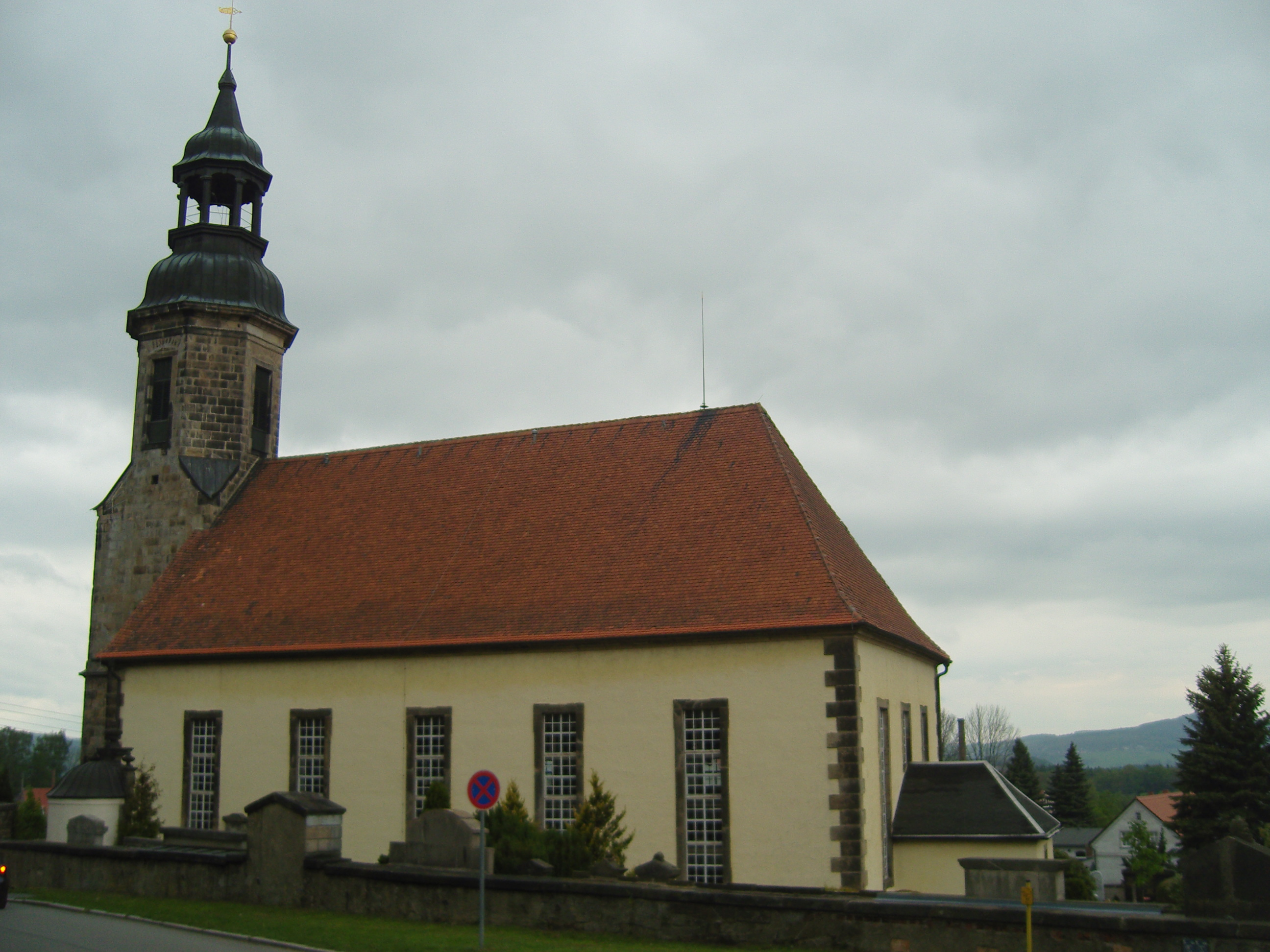
Blick auf die 1713–29 neu erbaute Waltersdorfer Kirche

Wann die erste Kirche in Waltersdorf stand, lässt sich nicht mehr sicher sagen. Ein Neubau, der ein vorhergehendes Gotteshaus ablöste, wird 1553 erwähnt. Am 29. Juni 1648 wurde dann der Grundstein zu einer abermaligen Erneuerung der Kirche Waltersdorf gelegt und diese 1657 geweiht. Da die Gemeinde weiter wuchs, entschied man sich 1713 für eine Erweiterung dieser Kirche und baute an der westlichen Schmalseite um ein Viertel größer, alles in barockem Stil. Dabei genügte aber der alte Kirchturm, der an der Nordseite der Kirchenschiffes stand, nicht mehr. Stattdessen wurde ab 1726 ein neuer Turm an der Westseite errichtet und 1729 fertiggestellt. 1714 entstand die Kirchschule, die allerdings nicht das erste Schulhaus war, in dem Unterricht gehalten wurde. Der erste namentlich bekannte Lehrer im Ort war Christoph Otte (1564–1614). 1766 wurde durch den Zittauer Orgelbauer Johannes Tamitius die alte 1668 unter Mitwirkung von Andreas Hammerschmidt erbaute Orgel ersetzt und 1769 geweiht. 1801 und 1802 erneuerte der Glockengießer Johann Friedrich Zeißig aus Saalendorf zwei der drei Kirchenglocken, die mittlere Glocke stammte von 1661. Die beiden größeren Glocken mussten 1917 im Ersten Weltkrieg für die Rüstungsmittelproduktion abgegeben werden. Es wurden unter großen Anstrengungen bereits 1921 insgesamt 3 neue Glocken aus Eisenhartguss bei Schilling & Lattermann in Apolda gegossen. Erhalten blieb die Kleine Glocke von Glockengießer Zeißig von 1802. Sie musste zwar im Zweiten Weltkrieg ebenfalls abgegeben werden, überstand aber auf dem Hamburger Glockenfriedhof das Kriegsende und kehrte 1948 wieder nach Waltersdorf zurück. Im Jahr 2022 konnten die drei schadhaften Eisenhartgussglocken – die heute an der Südseite des Turmes zu sehen sind – Dank großer Spendenbereitschaft durch den Guss neuer Bronzeglocken in der Gießerei Grassmayr (Innsbruck) ersetzt werden.
Waltersdorf entwickelte sich seit dem 19. Jahrhundert zu einer beliebten Sommerfrische. Carl Friedrich Matthes ließ 1823 einen bequemen Serpentinenanstieg zum Gipfel der Lausche anlegen und eine bewirtschaftete Schutzhütte errichten, die bald so stark besucht wurde, dass er sie 1825 erweiterte und eine Kegelbahn anbaute. Unter seinem Nachfolger entstand 1892 eine stattliche Bergbaude, durch die die Grenze führte und die eine böhmische und eine sächsische Schankstube besaß. Auch als Wintersportzentrum gewann der Ort an Bedeutung, 1930 entstand eine Sprungschanze und am Südhang der Lausche im Böhmen befanden sich mehrere Abfahrtshänge.
Der Saalendorfer Faktor Carl Gottlieb Kämmel, Vater des Gymnasiallehrers Heinrich Julius Kämmel, errichtete 1827 in seinem Haus eine Jacquardweberei mit mehreren Stühlen.

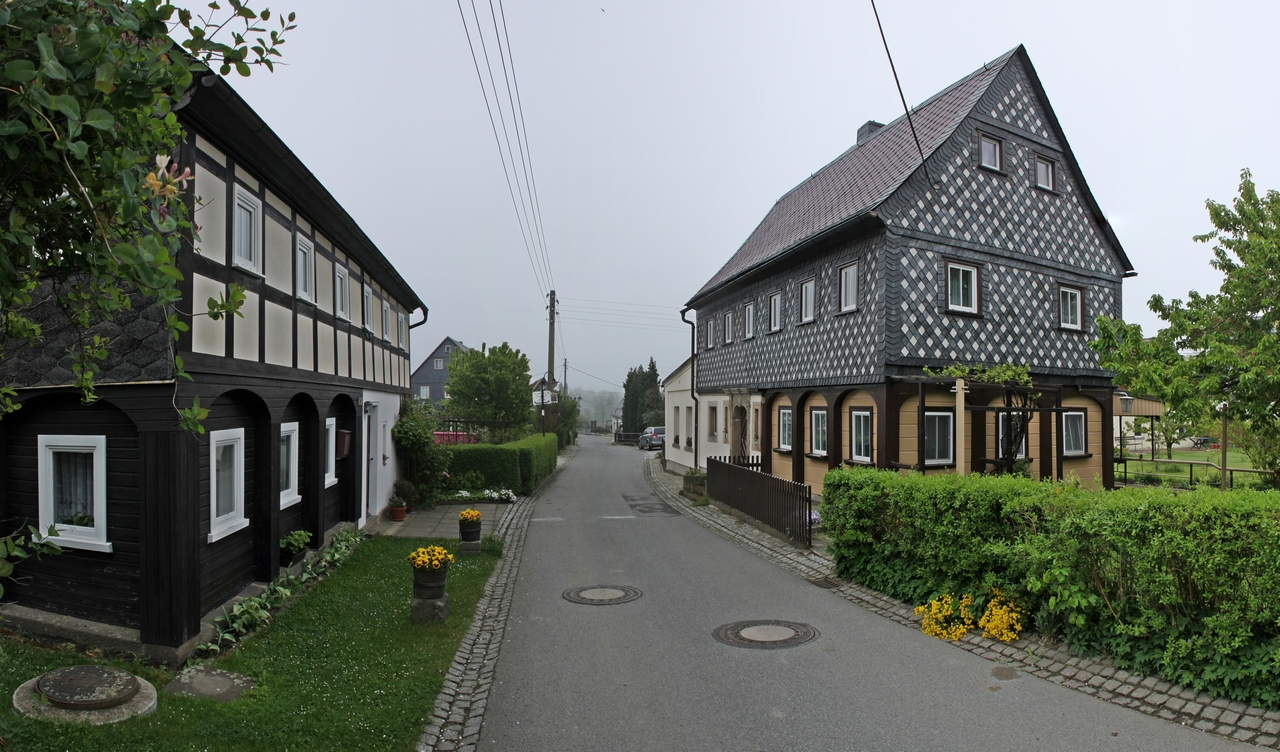
Typische Umgebindehäuser in der Dorfstraße. Die Obergeschosse sind teils Fachwerk (links) oder mit Schiefer verkleidet (rechts).

Durch den Zusammenschluss der Dörfer Altwaltersdorf und Neuwaltersdorf entstand 1843 die Gemeinde Waltersdorf. An der Wende zum 20. Jahrhundert erlebte das Dorf einen großen Aufschwung, die alte Kirchschule wurde 1898 durch den Neubau einer Volksschule ersetzt, im Jahre 1900 entstand ein Postamt und 1928 zog das Gemeindeamt in ein neues Gebäude um. 1890 begann in Waltersdorf die Gasversorgung, 1905 entstand eine Rohrwasserleitung und 1910 kam auch die Elektrizität ins Dorf. Im Jahre 1913 ging die 400-jährige Geschichte der Waltersdorfer Sandsteinbrüche zu Ende, der letzte Bruch am Sonnenberg wurde stillgelegt.
Nach dem Zweiten Weltkrieg blieben die Grenzen zur Tschechoslowakei geschlossen, zuvor wurden über die Grenze an der Wache viele vertriebene Sudetendeutsche nach Deutschland ausgewiesen. Daran erinnert an der Wache ein Gedenkstein. Am 8. Januar 1946 wurde die Baude auf der Lausche durch einen (vermutlich mutwillig gelegten) Brand zerstört.
Zu DDR-Zeiten wurde ein Ferienlager für Kinder von Angestellten der Deutschen Post aus Dresden in Waltersdorf am Fuße der Lausche errichtet und betrieben. Im Jahre 1956 entstand das Mühlenmuseum in der ehemaligen Mittelmühle. 1968 rollten beim Einmarsch der Warschauer-Pakt-Staaten in die ČSSR sowjetische Panzer durch den Ort und drangen über die Wache ins Nachbarland ein. Der Gipfel der Lausche wurde 1967 zum Naturschutzgebiet erklärt. Nachdem durch die undurchlässige Grenze die Abfahrtshänge der Lausche, insbesondere der beliebte Hang 13, nicht mehr zugänglich waren, wurde 1964 am Nordhang eine neue Abfahrts- und Slalomstrecke geschaffen und 1969 ein Skilift errichtet.
Nach der Wende erlosch im Dorf die traditionelle Weberei, 1990 schloss der letzte Webereibetrieb. Pläne zum Wiederaufbau der Baude auf der Lausche scheiterten bisher am Naturschutzcharakter des Gipfels.

### Ortsnamenformen
1355/72: Waltherivilla, 1419: Waltersdorff, 1483: Waltersdorff bei der Zittaw, 1554: Waltersdorff, 1875: Waltersdorf b. Großschönau

### Verwaltungszugehörigkeit
1777: Görlitzer Kreis, 1843: Landgerichtsbezirk Löbau, 1856: Gerichtsamt Großschönau, 1875: Amtshauptmannschaft Zittau, 1952: Kreis/Landkreis Zittau, 1994: Landkreis Löbau-Zittau, 2008: Landkreis Görlitz

### Einwohnerentwicklung
| Jahr | Einwohner                                                |
| ---- | -------------------------------------------------------- |
| 1547 | 22 besessene Mann                                        |
| 1777 | 13 besessene Mann, 29 Gärtner, 259 Häusler, 10 Wüstungen |
| 1834 | 1910                                                     |
| 1871 | 1800                                                     |
| 1890 | 1809                                                     |
| 1910 | 2182                                                     |
| 1925 | 2119                                                     |
| 1939 | 1961                                                     |
| 1946 | 2568                                                     |
| 1950 | 2608                                                     |
| 1964 | 2282                                                     |
| 1990 | 1695                                                     |
| 2000 | 1591                                                     |

## Ortsgliederung
Zu Waltersdorf gehören die Ortsteile Herrenwalde und Saalendorf, die gemeinsam in der Gemeinde Großschönau durch einen neunköpfigen Ortschaftsrat vertreten werden.

## Sehenswürdigkeiten

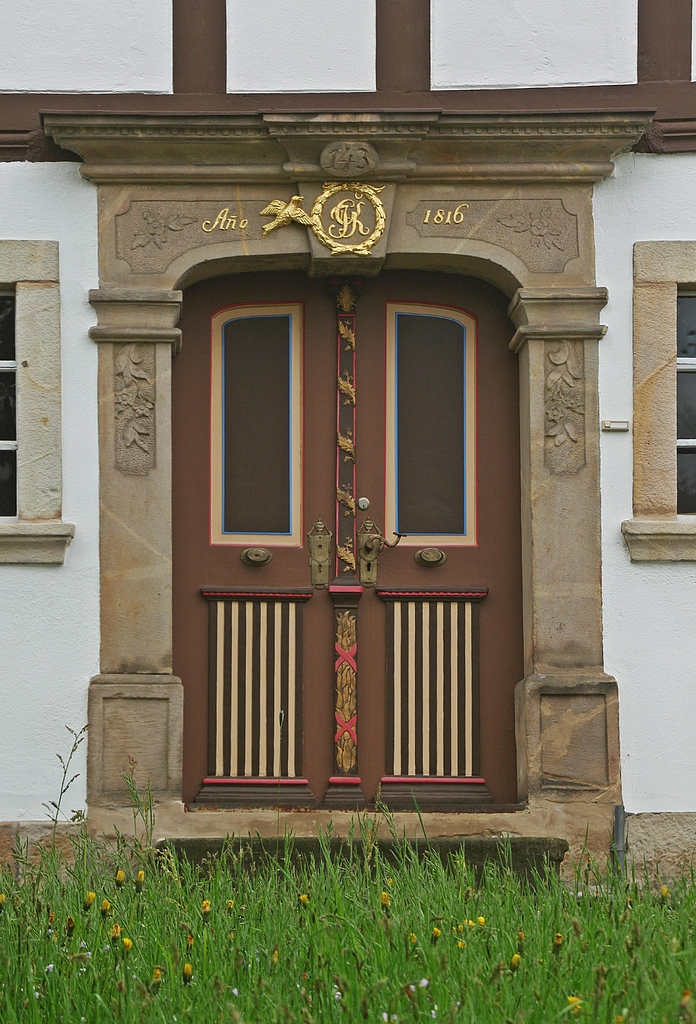
Kunstvoller Sandsteintürstock aus dem Jahr 1816

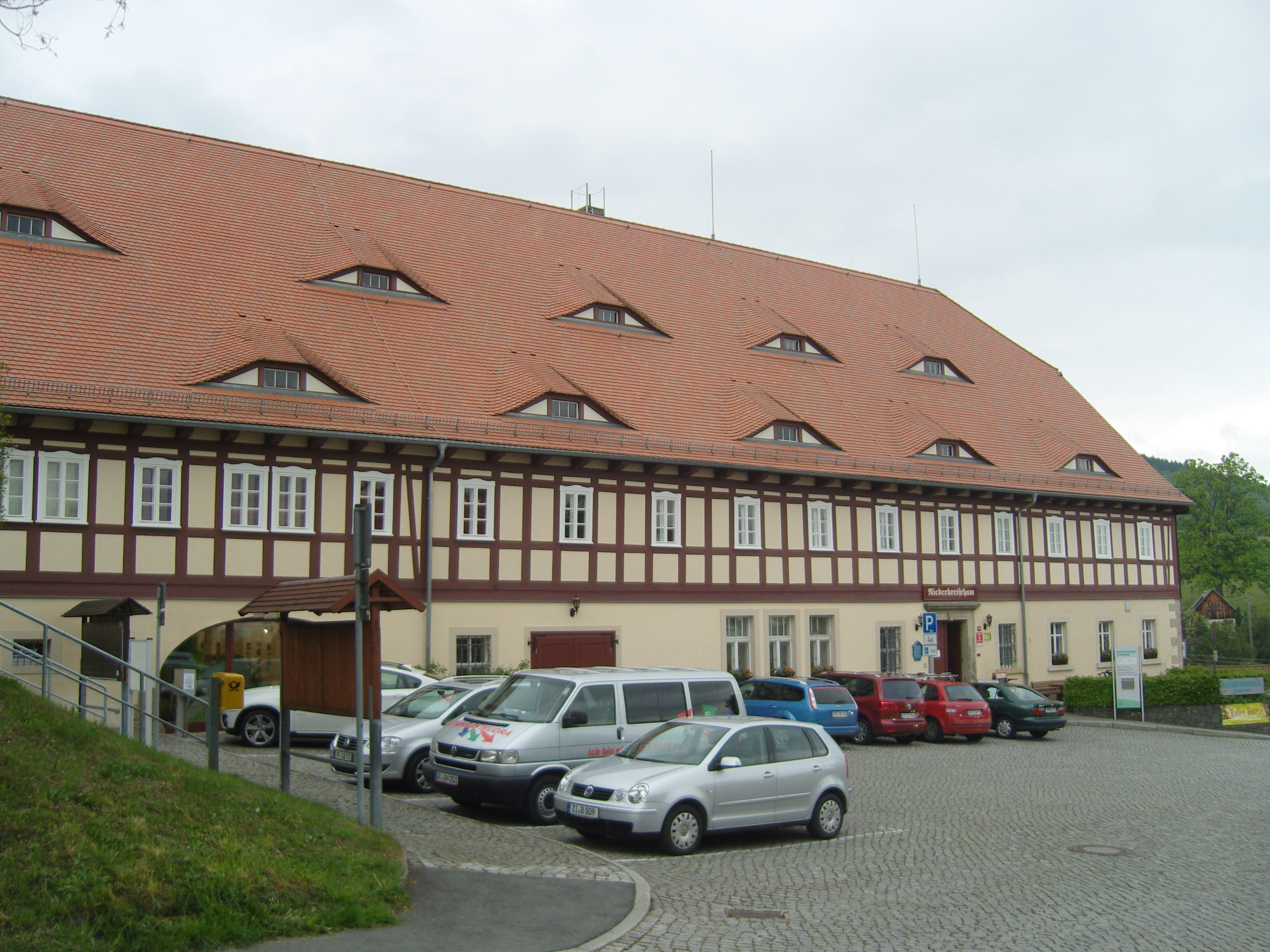
Blick auf den Niederkretscham. Das ehemalige Lehnsgericht beherbergt heute u. a. die Touristinformation

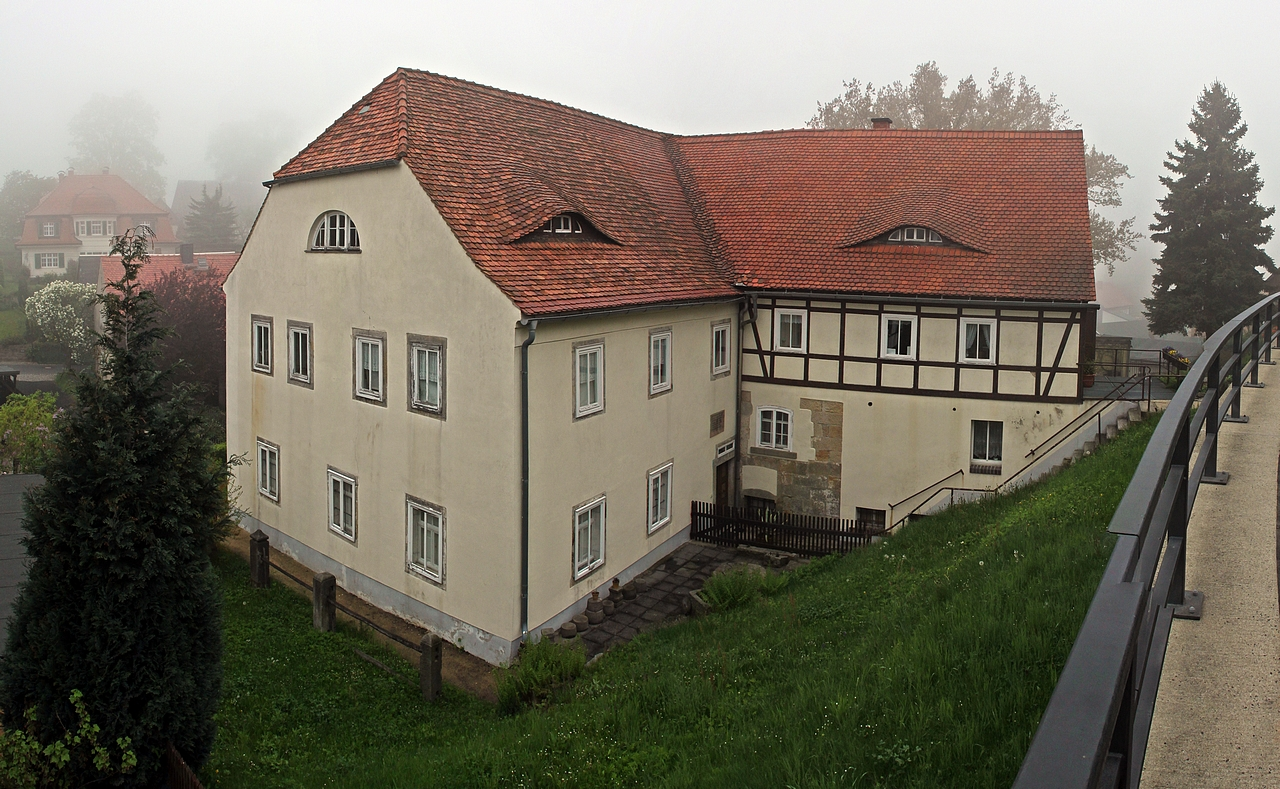
Blick auf die Mittelmühle, in der seit 1956 das Volkskunde- und Mühlenmuseum untergebracht ist.

- Waltersdorf besitzt mehr als 300 Umgebindehäuser, von denen 230 als Denkmale geschützt und die zu großen Teilen mit kunstvollen Türstöcken aus Sandstein verziert sind. Eine Besonderheit stellen die Umgebindehäuser in böhmischer Blockbauweise mit Bohlenoberstock dar, eine Bauform, die auf deutschem Gebiet in geringerer Anzahl ansonsten nur noch in Bertsdorf und Hinterhermsdorf anzutreffen ist. Der Denkmalspfad Oberlausitzer Umgebindehaus Waltersdorf erklärt anschaulich die Besonderheiten dieser Volksbauweise.
- Zentrum des Dorfes bildet das Ensemble von Kirche und Niederkretscham. Der Niederkretscham wurde um 1400 erbaut und beherbergte das Lehngericht von Altwaltersdorf. 1836 war mit dem Gebäude das Recht zur Branntweinherstellung und Beherbung verbunden. 1914 wurde das Haus um einen Saal und eine Bühne erweitert. Nachdem das Gebäude in der DDR 1977 an die HO Zittau verkauft worden war, erfolgte 1979 eine umfangreiche Rekonstruktion. Das Haus wurde fünf Jahre nach der Wende und friedlichen Revolution in der DDR 1994 geschlossen und zwei Jahre später von der Gemeinde gekauft. Zum Erhalt des vom Verfall bedrohten Gebäudes, dass das Ortsbild prägt, wurde im Jahre 2003 ein Förderverein gegründet. Der Freistaat Sachsen stellt 2009 Fördermittel zur Verfügung, mit denen die Gemeinde den Niederkretscham renovierte und als Naturparkhaus ausbaute und 2011 eröffnet.[12]
- Die älteste Mühle des Ortes die „Mittel-Mühle“ (1400 erbaut, 1614/15 als hölzerner Bau abgetragen und neu in Stein aufgebaut, Mauerdicke 1–1,20 Meter, 1861 letzter Umbau) wurde 1956 zum Volkskunde- und Mühlenmuseum umgestaltet, das einen Ausstellungsraum dem Komponisten Friedrich Schneider widmet.
- In der Ortslage Neu Sorge wurde am Sorgeteich ein Waldpark geschaffen, die Waldbühne wird für Veranstaltungen genutzt.
- Durch seine an drei Seiten von den Bergen des Zittauer Gebirges umgebene Lage befinden sich rings um Waltersdorf zahlreiche Wanderziele. Neben dem Hausberg Lausche sind das der im Westen über die Eisgasse erreichbare Dreiecker auf dem Pass zwischen dem Weberberg und der Finkenkoppe in Böhmen. Östlich erhebt sich der Buchberg sowie die nahegelegene Jonsdorfer Felsenstadt. Der Lauschekamm eignet sich in den Wintermonaten für Skilanglauf. Am Nordhang der Lausche, im oberen Ortsteil von Waltersdorf, liegt ein kleines Skigebiet mit 3 Schleppliften und einer Beschneiungsanlage. Eine weitere Piste mit Lift für Skifahrer und Snowboarder befindet sich im Ortsteil Neu Sorge.
- Als bilaterales Projekt entstand am 19. Juni 1999 nach der Renaturierung des an der Staatsgrenze überwiegend in Tschechien gelegenen Moores der Naturlehrpfad Lauschehochmoor. Das Moor im Quellgebiet des Zwittebaches, das 1988 durch Melioration trockengelegt worden war, liegt am Südosthang der Lausche am Weg nach Dolní Světlá (Nieder Lichtenwalde) und trägt nach dem Gasthaus „Neu-Brasilien“, welches dort früher stand, die tschechische Bezeichnung Brazilka.
- Innerhalb des Ortes erläutert der Naturlehrpfad Waltersdorf auf Schautafeln die Fauna und Flora sowie geologische Besonderheiten und historische Siedlungsstrukturen von Waltersdorf.
- Im Ort befinden sich zwei Wandergrenzübergänge nach Tschechien. Neben dem Übergang an der Wache / Stráž nach Myslivny (Jägerdörfel) bzw. Dolní Světlá (Niederlichtenwalde) befindet sich im Ortsteil Herrenwalde ein weiterer, der nach Dolní Podluží (Niedergrund) führt. Die Straße nach Dolní Podluží ist durchgängig asphaltiert. Es existieren jedoch Durchfahrthindernisse für Pkw.

## Trivia
1975 wurde im Ort und Umgebung der Fernsehfilm Schwester Agnes, mit Agnes Kraus in der Hauptrolle, gedreht.

## Persönlichkeiten

### Söhne und Töchter des Ortes
- Johann Gottlob Schneider senior (1753–1840), Organist und Kantor
- Friedrich Schneider (1786–1853), Komponist
- Heinrich Julius Kämmel (1813–1881), Pädagoge, Rektor und Abgeordneter der Frankfurter Nationalversammlung, geboren in Saalendorf
- Gustav Zschierlich (1837–1925), Unternehmer und konservativer Politiker, MdL

### Weitere Persönlichkeiten

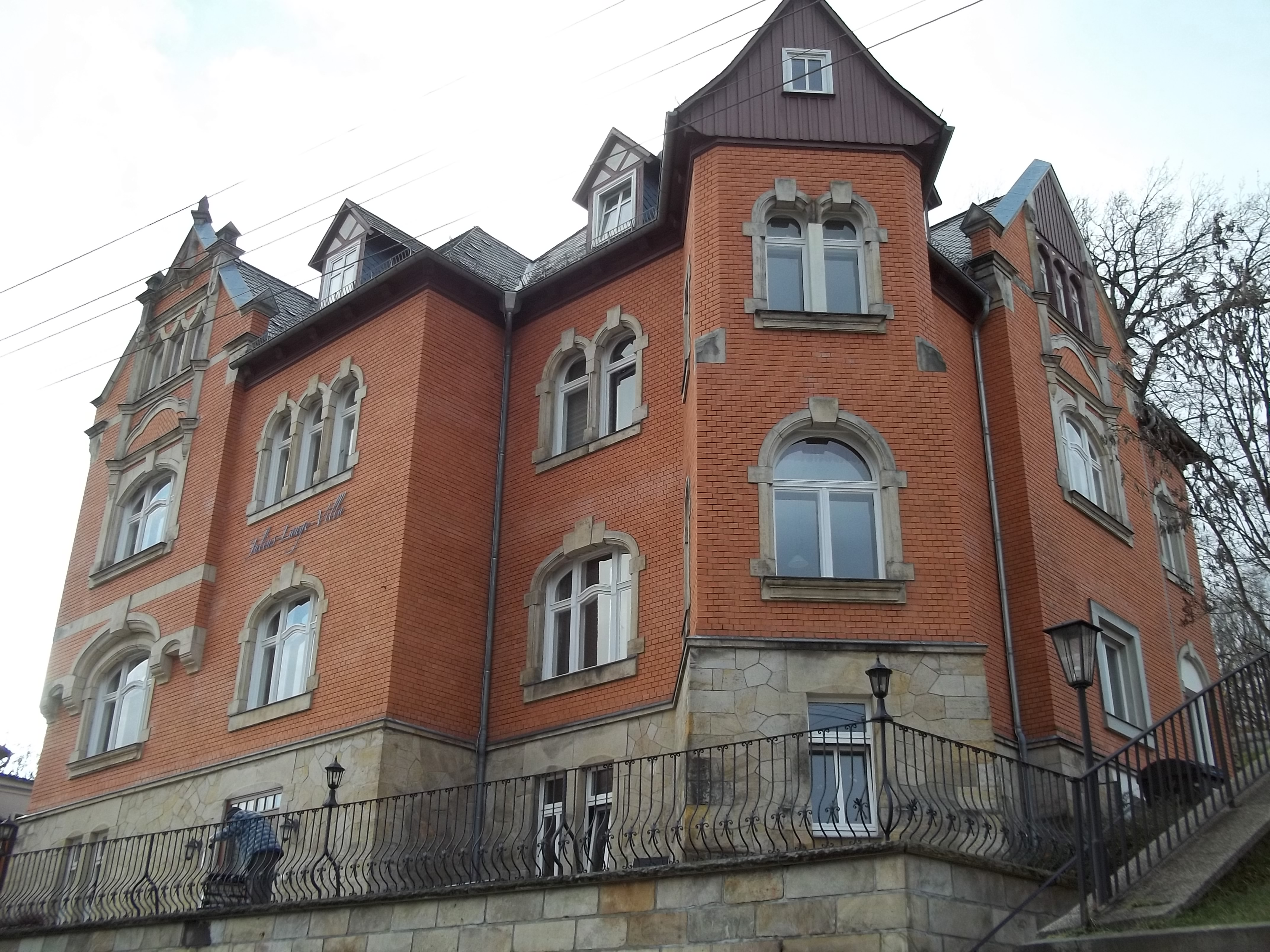
Die Julius-Lange-Villa in der Hauptstraße 60

- Der Zittauer Organist und Komponist Andreas Hammerschmidt wirkte im 17. Jahrhundert als Verwalter des Zittauer Ratsdorfes. Während seiner Amtszeit als Dorfherr erhielt 1668 die Kirche eine neue Orgel, an deren Bau er selbst mitwirkte.
- Im Jahr 1860 gründete Julius Lange im Ort ein Textilunternehmen, das mit der Fertigung von Leinen-Artikeln schnell wuchs und zum größten in Waltersdorf wurde. Ab 1888 wurde das erste Fabrikgebäude genutzt, das Firmengelände war in den besten Zeiten rund zwei Hektar groß. 1913 erfolgte die Umwandlung in eine Aktiengesellschaft. An den Unternehmer erinnert die Julius-Lange-Villa (heute ein Seniorenheim) in der Hauptstraße 60, die 1903 als Geschäftshaus errichtet wurde.[13][14] Das einstige Firmengelände hinter der Villa wurde renaturiert und ist seit 21. Juni 2015 als Naturparkgarten „Zittauer Gebirge“ öffentlich zugänglich.[15][16]
- Der Maler Gerhard Richter (* 1932) wuchs zeitweilig in Waltersdorf auf.
- Michael Kretschmer, Ministerpräsident des Freistaates Sachsen, hat einen Wohnsitz in Waltersdorf.[17]